# Феодора Данська
Феодора Данська (дан. Feodora af Danmark, 3 липня 1910 — 17 березня 1975) — принцеса Данії з династії Глюксбургів, донька принца Гаральда Данського та німецької принцеси Олени Шлезвіг-Гольштейн-Зондербург-Глюксбург, дружина принца Крістіана Шаумбург-Ліппського.

## Біографія
Феодора народилась 3 липня 1910 року у заміському будинку Jægersborghus на півночі Данії. Вона стала первістком в родині данського принца Гаральда та його дружини Олени Шлезвіг-Гольштейн-Зондербург-Глюксбурзької. Згодом в родині з'явилося ще двоє молодших доньок та двоє синів.
У віці 27 років Феодора вийшла заміж за 39-річного принца цу Шаумбург-Ліппе Крістіана. Весілля пройшло 9 вересня 1937 у замку Фреденсборг на острові Зеландія. У подружжя народилося четверо дітей.
Крістіан помер 13 липня 1974 року. Феодора пішла з життя за вісім місяців після нього.

## Родина
Чоловік — Крістіан Шаумбург-Ліппський
Діти:
- Вільгельм (нар.1939) — голова Находської гілки дому Шаумбург-Ліппе, одружений з Ілоною Генчель, баронесою фон Ґільґенгайм, має сина та доньку;
- Вальдемар (нар.1940) — перебуває в четвертому шлюбі із Гертрудою Вагнер-Шьоппль, має доньку від першого шлюбу та прийомного сина від четвертого;
- Марія (нар.1945);
- Гаральд (нар.1948) — перебуває у другому шлюбі із Габріелою Хаґеманн, дітей не має.